# Universität Turin

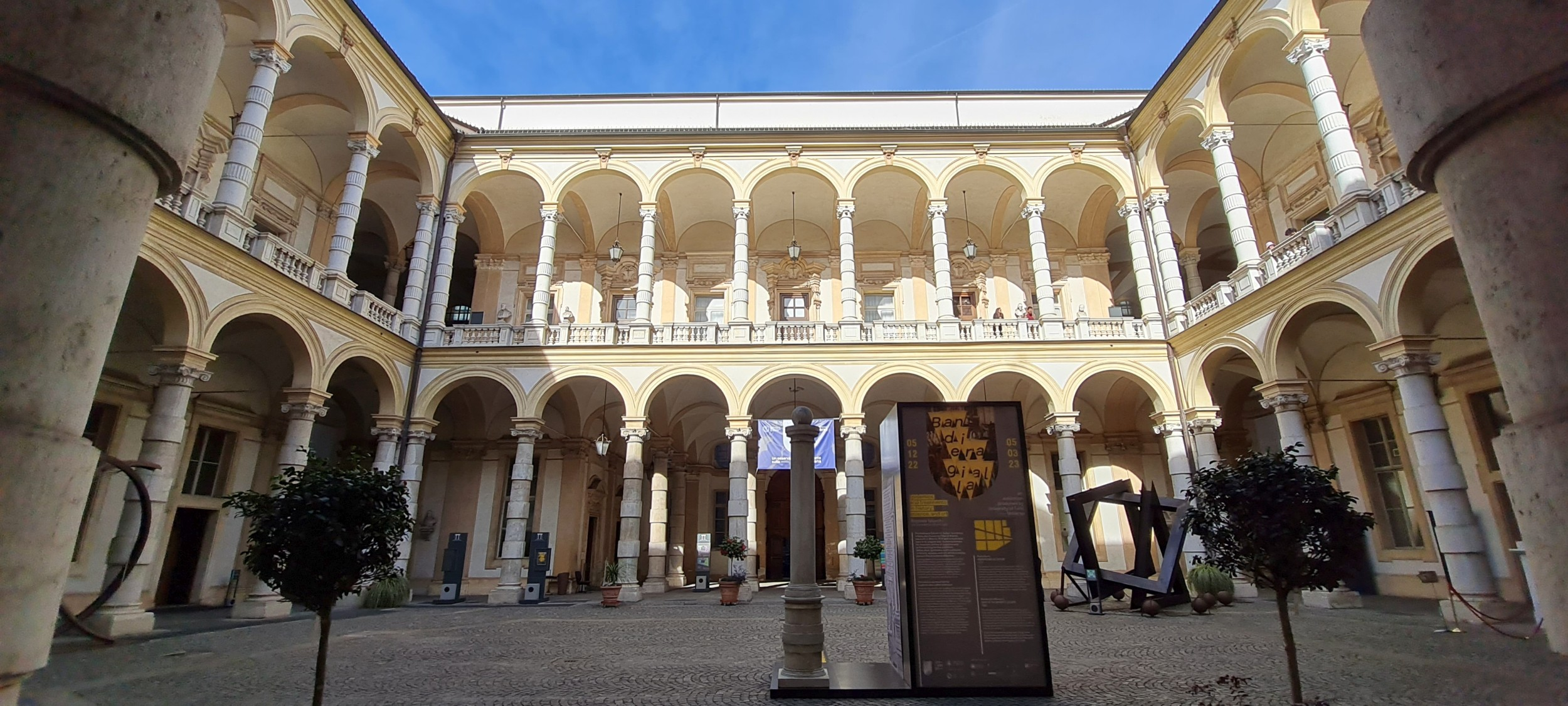
Innenhof der Universität

Die Universität Turin (italienisch: Università degli Studi di Torino; lat.: Alma Universitas Taurinensis, früher auch: Academia Turicensis) ist eine staatliche Universität in der norditalienischen Stadt Turin mit rund 67.000 Studenten und knapp 2.000 wissenschaftlichen Angestellten. Die Gründung erfolgte 1404, der Lehrbetrieb wurde 1536 zeitweilig unterbrochen, und die Universität besitzt heute umfangreiche Einrichtungen für ausländische Studenten.

## Fakultäten
Es gibt zwölf Fakultäten:
- Fakultät für Agrarwissenschaften
- Fakultät für Mathematik, Physik und Naturwissenschaften
- Fakultät für Medizin und Chirurgie
- Fakultät für Moderne Sprachen und Literatur
- Fakultät für Pädagogik
- Fakultät für Pharmazie
- Fakultät für Literatur und Philosophie
- Fakultät für Psychologie
- Fakultät für Politikwissenschaften
- Fakultät für Rechtswissenschaften
- Fakultät für Veterinärmedizin
- Fakultät für Wirtschaftswissenschaften

Zur Förderung besonders begabter Studenten gründete die Universität 2009 die Scuola di studi superiori „Ferdinando Rossi“.

## Bekannte Absolventen und Dozenten
- Francesco Antognini (1863–1953), Schweizer Jurist und Politiker
- Amedeo Avogadro (1776–1856), italienischer Physiker und Chemiker
- Norberto Bobbio (1909–2004), italienischer Rechtsphilosoph und Publizist (auch Dozent)
- Anna Bravo (1938–2019), italienische Historikerin
- Cesare Burali-Forti (1861–1931), italienischer Mathematiker (Dozent)
- Italo Calvino (1923–1985), italienischer Schriftsteller
- Augustin-Louis Cauchy (1789–1857), französischer Mathematiker (Dozent)
- Andrea De Felip (* 1970), italienischer Diplomat
- Umberto Eco (1932–2016), italienischer Schriftsteller
- Hieronymus Gemusaeus (1505–1544), Mediziner und Humanist
- Paolo Giubellino (* 1960), Physiker
- Laura Mancinelli (1933–2016), italienische Schriftstellerin (auch Dozent)
- Joseph Müller (1825–1895), österreichischer Philologe und Historiker, Professor der Gräzistik
- Antonio Gramsci (1891–1937), italienischer Philosoph und Politiker
- Joseph-Louis Lagrange (1736–1813), italienischer Mathematiker und Astronom
- Primo Levi (1919–1987), italienischer Schriftsteller und Chemiker
- Cesare Lombroso (1835–1909), italienischer Arzt (auch Dozent)
- Giuseppe Peano (1858–1932), italienischer Mathematiker (auch Dozent)
- Paola Pisano (* 1977), italienische Politikerin
- Tullio Regge (1931–2014), italienischer Physiker (auch Dozent)
- Eugenio Giuseppe Togliatti (1890–1977), italienischer Mathematiker und Hochschullehrer
- Gianni Vattimo (1936–2023), italienischer Philosoph (auch Dozent)
- Renzo Videsott (1904–1974), italienischer Veterinärmediziner, Alpinist und Naturschützer (auch Dozent)